# Đại hội Đảng Cộng sản Việt Nam lần thứ XIV
Đại hội Đảng Cộng sản Việt Nam lần thứ XIV (tên chính thức: Đại hội đại biểu toàn quốc Đảng Cộng sản Việt Nam lần thứ XIV) là Đại hội đại biểu toàn quốc lần thứ 14 của Đảng Cộng sản Việt Nam. Đại hội được dự kiến diễn ra vào tháng 1 năm 2026 tại Hà Nội. Đại hội được diễn ra trong bối cảnh Việt Nam trải qua 40 năm kể từ khi thực hiện chính sách Đổi Mới và 35 năm thực hiện Cương lĩnh 1991 của Đảng Cộng sản Việt Nam. Những thông tin đầu tiên về kỳ đại hội đã được công bố trong Hội nghị lần thứ 8 của Ban Chấp hành Trung ương Đảng khóa 13 với việc thành lập Tiểu ban Văn kiện do Tổng bí thư Đảng Cộng sản Việt Nam Nguyễn Phú Trọng đứng đầu.

## Bối cảnh

### Điều lệ Đảng
Đảng Cộng sản Việt Nam được Chủ tịch Hồ Chí Minh sáng lập và rèn luyện, và là đảng cầm quyền của nước Cộng hòa Xã hội Chủ nghĩa Việt Nam. Theo điều lệ Đảng, cơ quan lãnh đạo cao nhất của Đảng là Đại hội đại biểu toàn quốc Đảng Cộng sản Việt Nam. Đại hội đại biểu toàn quốc sẽ có quyền quyết định số lượng Ủy viên Ban Chấp hành Trung ương. Các kỳ Đại hội đại biểu toàn quốc sẽ do Ban Chấp hành Trung ương triệu tập thường lệ mỗi 05 năm một lần. Tuy nhiên, Ban Chấp hành Trung ương có thể yêu cầu triệu tập sớm hơn hoặc muộn hơn không quá một năm so với thường lệ. Như vậy, tính từ lần Đại hội lần thứ 13, Đại hội thứ 14 sẽ được diễn ra thường lệ vào năm 2026.

### Đại hội Đại biểu các cấp
Đại hội Đại biểu Đảng bộ các cấp sẽ được diễn ra vào năm 2025, bầu cử cho nhiệm kỳ 2025 – 2030.

## Diễn biến

### Công tác chuẩn bị
Trong Hội nghị lần thứ 8 của Ban Chấp hành Trung ương Đảng khóa 13, diễn ra kéo dài từ ngày 2 đến ngày 8 tháng 10 năm 2023 tại Hà Nội đã ra quyết định thành lập 5 tiểu ban, trong đó có Tiểu ban Văn kiện do Nguyễn Phú Trọng làm Trưởng Tiểu ban. Tiểu ban Văn kiện được cho là có mục đích "xây dựng Báo cáo chính trị và Báo cáo tổng kết những thành tựu, kết quả của 40 năm đổi mới" để trình Đại hội thứ 14. Trong đó vào ngày 7 tháng 7, Kế hoạch số 17 cũng được ban hành nhằm xây dựng quy hoạch cho Ban Chấp hành Trung ương, Bộ Chính trị, Ban Bí thư khóa 14. Đến ngày 23 tháng 2 năm 2024, tại trụ sở Trung ương Đảng Cộng sản Việt Nam, phiên họp đầu tiên của Tiểu ban Văn kiện Đại hội 14 đã được diễn ra dưới sự chủ trì của Tổng bí thư Nguyễn Phú Trọng cùng Chủ tịch nước Võ Văn Thưởng, Thủ tướng Phạm Minh Chính và Chủ tịch Quốc hội Vương Đình Huệ tham dự. Kỳ đại hội sẽ diễn ra trong bối cảnh Việt Nam trải qua 40 năm sau khi Đổi Mới và 35 năm thực hiện Cương lĩnh 1991: "Cương lĩnh xây dựng đất nước trong thời kỳ quá độ lên chủ nghĩa xã hội". Theo Tiểu ban, Đại hội 14 cũng sẽ xác định các phương hướng, mục tiêu, nhiệm vụ trong 5 năm (2026–2030); kiểm điểm khóa 13; sửa đổi Điều lệ Đảng và bầu cử Trung ương khóa 14. Một trong số đó được cho là phải "đồng bộ công cuộc đổi mới, bảo vệ vững chắc Tổ quốc" và đưa Việt Nam trở thành "nước đang phát triển, có công nghiệp hiện đại, thu nhập trung bình cao" vào năm 2030 để kỷ niệm 100 năm thành lập Đảng Cộng sản Việt Nam và trở thành "nước phát triển, thu nhập cao" vào năm 2045 khi Việt Nam kỷ niệm 100 năm thành lập nước.
Trong Hội nghị lần thứ 9 của Ban Chấp hành Trung ương Đảng khóa 13, diễn ra kéo dài từ ngày 16 đến ngày 18 tháng 5 năm 2024 tại Hà Nội, hội nghị đã thảo luận, cho ý kiến về các nội dung: Đề cương chi tiết Báo cáo chính trị của Ban Chấp hành Trung ương Đảng khóa XIII tại Đại hội đại biểu toàn quốc lần thứ XIV của Đảng; Đề cương chi tiết Báo cáo 5 năm thực hiện Chiến lược phát triển kinh tế - xã hội 10 năm (2021 - 2030), Kế hoạch phát triển kinh tế - xã hội 5 năm, giai đoạn 2026 - 2030; Đề cương Báo cáo tổng kết công tác xây dựng Đảng và thi hành Điều lệ Đảng trình Đại hội XIV của Đảng; Đề án Tổng kết Chỉ thị số 35-CT/TW, ngày 30/5/2019 của Bộ Chính trị và dự thảo Chỉ thị của Bộ Chính trị về đại hội đảng bộ các cấp tiến tới Đại hội XIV của Đảng. Ngày 27/8/2024, Tổng Bí thư, Chủ tịch nước Tô Lâm, Trưởng Tiểu ban Văn kiện Đại hội XIV của Đảng đã chủ trì phiên họp thứ 2 của Tiểu ban Văn kiện, cho ý kiến vào dự thảo Báo cáo chính trị do Tổ Biên tập xây dựng trên cơ sở Đề cương chi tiết Báo cáo chính trị đã được Hội nghị lần thứ 9, Ban Chấp hành Trung ương Đảng khóa XIII thông qua. Tổng Bí thư, Chủ tịch nước đề nghị tiếp tục quán triệt sâu sắc những tư tưởng chỉ đạo của cố Tổng Bí thư Nguyễn Phú Trọng; đặc biệt là ba nguyên tắc cơ bản trong việc xây dựng văn kiện: kiên định và đổi mới; kế thừa và phát triển; kết hợp nhuần nhuyễn giữa lý luận và thực tiễn, giữa nghiên cứu lý luận, tổng kết thực tiễn với định hướng chính sách. Gợi ý 5 quan điểm, định hướng lớn, các nhiệm vụ trọng tâm và đột phá chiến lược trong giai đoạn mới; trong đó, tiếp tục đẩy mạnh đồng bộ, toàn diện công cuộc đổi mới, phát triển nhanh và bền vững đất nước trên quan điểm phát triển kinh tế, xã hội, bảo vệ môi trường là trung tâm, xây dựng Đảng là then chốt, phát triển văn hóa là nền tảng, bảo đảm quốc phòng, an ninh và đẩy mạnh đối ngoại là trọng yếu, thường xuyên. Xây dựng, phát triển đất nước trên tinh thần "tự chủ, tự tin, tự lực, tự cường, tự hào dân tộc". Yêu cầu Báo cáo chính trị của Đại hội XIV phải là sản phẩm, là công trình kết tinh trí tuệ tập thể của toàn Đảng, toàn dân, toàn quân, phát huy dân chủ và trí tuệ tập thể; tranh thủ sự tham gia đóng góp của các đồng chí nguyên lãnh đạo, của giới trí thức, các nhà nghiên cứu, quản lý; chú trọng khai thác kết quả nghiên cứu khoa học ở trong nước và quốc tế.
Trong Hội nghị lần thứ 10 của Ban Chấp hành Trung ương Đảng khóa 13, diễn ra kéo dài từ ngày 18 đến ngày 20 tháng 9 năm 2024 tại Hà Nội, hội nghị đã thảo luận, cho ý kiến về các nội dung: Dự thảo Báo cáo chính trị của Ban Chấp hành Trung ương Đảng khóa XIII; Dự thảo Báo cáo Tổng kết một số vấn đề lý luận và thực tiễn về công cuộc đổi mới theo định hướng xã hội chủ nghĩa trong 40 năm qua ở Việt Nam; Dự thảo Báo cáo của Ban Chấp hành Trung ương Đảng khóa XIII về tổng kết công tác xây dựng Đảng và thi hành Điều lệ Đảng; Dự thảo Báo cáo đánh giá 5 năm thực hiện Chiến lược phát triển kinh tế - xã hội 10 năm 2021 - 2030; phương hướng, nhiệm vụ phát triển kinh tế - xã hội 5 năm 2026 - 2030; Báo cáo Tổng kết thực hiện Quy chế bầu cử trong Đảng ban hành kèm theo Quyết định số 244-QĐ/TW, ngày 9/6/2014 của Ban Chấp hành Trung ương Đảng khóa XI và dự thảo sửa đổi, bổ sung Quy chế bầu cử trong Đảng; Dự thảo Tổng kết công tác nhân sự Ban Chấp hành Trung ương Đảng khóa XIII và Phương hướng công tác nhân sự Ban Chấp hành Trung ương Đảng khóa XIV; giới thiệu quy hoạch Bộ Chính trị, Ban Bí thư khóa XIV, nhiệm kỳ 2026 - 2031; bổ sung quy hoạch Ban Chấp hành Trung ương Đảng khóa XIV, nhiệm kỳ 2026 - 2031. Ngày 11/11/2024, tại Trụ sở Trung ương Đảng, Tổng Bí thư Tô Lâm đã chủ trì làm việc với Tiểu ban Văn kiện và Tiểu ban Điều lệ Đảng trình Đại hội XIV của Đảng. Tổng Bí thư nhấn mạnh, thống nhất nhận định về tầm vóc, ý nghĩa của Đại hội XIV. Đây là Đại hội gắn liền với bối cảnh đất nước sau 40 năm tiến hành công cuộc đổi mới, 50 năm giải phóng hoàn toàn miền Nam thống nhất đất nước, 80 năm thành lập nước Việt Nam Dân chủ cộng hòa, nay là nước Cộng hòa xã hội chủ nghĩa Việt Nam, 95 năm thành lập Đảng, hướng tới kỷ niệm 100 năm thành lập Đảng, mở ra một kỷ nguyên phát triển mới - kỷ nguyên vươn mình của dân tộc Việt Nam, đó là kỷ nguyên phát triển, kỷ nguyên giàu mạnh, thịnh vượng dưới sự lãnh đạo, cầm quyền của Đảng Cộng sản, nhân dân tin tưởng, tự hào chung sức, đồng lòng xây dựng thành công nước Việt Nam hòa bình, độc lập, dân chủ, giàu mạnh, phồn vinh, văn minh, hạnh phúc, vững bước đi lên chủ nghĩa xã hội, sánh vai với các cường quốc năm châu. Tập trung hoàn thiện mô hình tổng thể tổ chức bộ máy của hệ thống chính trị đáp ứng yêu cầu, nhiệm vụ trong giai đoạn cách mạng mới. Trong đó, khẩn trương thực hiện Nghị quyết số 18-NQ/TW (khóa XII) về tinh gọn tổ chức bộ máy với quyết tâm chính trị cao, hành động quyết liệt, thống nhất về tư tưởng của cả hệ thống chính trị. Đây là công việc khó khăn, phức tạp, đòi hỏi sự đoàn kết, thống nhất, dũng cảm, hy sinh của từng cán bộ, đảng viên, trước hết là người đứng đầu cấp ủy, chính quyền, Mặt trận Tổ quốc và đoàn thể các cấp, tất cả vì sự phát triển của đất nước. Tiếp tục đổi mới mạnh mẽ công tác cán bộ, trong đó chú trọng công tác thẩm định, đánh giá cán bộ; tập trung nâng cao chất lượng đội ngũ cán bộ các cấp, nhất là cán bộ cấp chiến lược, cán bộ cấp cơ sở; tiếp tục hoàn thiện cơ chế, chính sách phát hiện, thu hút, trọng dụng nhân tài, khuyến khích và bảo vệ cán bộ năng động, sáng tạo, dám nghĩ, dám làm, dám chịu trách nhiệm vì lợi ích chung làm động lực cho sự phát triển nhanh, bền vững đất nước.